# Středozimka
Středozimka je označení pro ženské postavy objevující se v evropské lidové kultuře v době zimního slunovratu. Slovo vytvořil slovinský etnolog Niko Kuret. Podle tohoto badatele se jedná o společné indoevropské dědictví. 
V češtině se slovo Středozimka prakticky nevyskytuje (v digitální knihovně Kramerius je výskyt nulový, Google uvádí méně než 50 referencí).
Středozimky jsou dobré i zlé, zajišťují ochranu a přinášející dětem dárky, ale také trestají a slouží jako nástroj sociální kontroly. V některých případech figurovaly po boku Mikuláše nebo převzaly jeho úlohu. Mezi nejznámější patří italská čarodějnice Befana, rakouská Niglofrau, Nikolofrau a Klasa.
V Čechách chodí společně s Mikulášem jeho matka zvaná Mikuláška, Mikolajka či Matička, případně obdarovává samostatně. O Štědrém dnu nosila dárky Štědrá bába, označovaná též přízvisky klokavá, klovcová, šťuchává nebo vrtibába. Někde zas chodila Perchta či perchty, známé i z německého prostředí. Samostatně nebo po boku čerta a dalších podobných bytostí chodily Lucky, případně Luce, Lůcy či Lucie, a Barborky, maskované postavy v bílém.